# A Lenda do Cavaleiro sem Cabeça
Sleepy Hollow (bra/prt: A Lenda do Cavaleiro sem Cabeça) é um filme teuto-estadunidense de 1999, dos gêneros fantasia, terror e suspense, dirigido por Tim Burton, com roteiro de Andrew Kevin Walker e Kevin Yagher baseado no conto "The Legend of Sleepy Hollow", de Washington Irving, publicado em seu livro The Sketch Book of Geoffrey Crayon.
Estrelada por Johnny Depp e Christina Ricci, com Miranda Richardson, Michael Gambon, Casper Van Dien e Jeffrey Jones em papéis coadjuvantes, a trama acompanha o policial Ichabod Crane (Depp), enviado de Nova Iorque para investigar uma série de assassinatos cometidos por um misterioso cavaleiro sem cabeça na aldeia de Sleepy Hollow.

## Enredo
Em 1799, o policial da cidade de Nova York Ichabod Crane é despachado para o vilarejo holandês de Sleepy Hollow, que foi atormentado por uma série de decapitações brutais: um pai e um filho ricos, e uma viúva. Recebido pelos anciãos da cidade — o rico empresário Baltus Van Tassel; o médico da cidade Thomas Lancaster; o reverendo Steenwyck; o notário James Hardenbrook; e o magistrado Samuel Philipse —, Ichabod descobre que os moradores acreditam que o assassino é a aparição morta-viva de um mercenário hessiano sem cabeça da Guerra Revolucionária Americana que monta um corcel preto em busca de sua cabeça perdida. Ichabod começa sua investigação, cético em relação à história paranormal. Hospedado na casa de Baltus e sua esposa, Lady Van Tassel, ele passa a se interessar pela filha de Baltus, Katrina. Quando uma quarta vítima é morta, Ichabod toma o filho da vítima, jovem Masbath, sob sua proteção. Ichabod e Masbath exumam as vítimas em uma dica de Philipse, descobrindo que a viúva morreu grávida; Ichabod testemunha o Cavaleiro matando Philipse logo depois. Ele, jovem Masbath e Katrina, se aventuram na Floresta Ocidental, onde uma velha revela a localização do túmulo do Cavaleiro na "Árvore dos Mortos". Ele desenterra o túmulo do Cavaleiro e descobre que o crânio foi levado, deduzindo que foi roubado por alguém que agora o controla e que a árvore é seu portal para o mundo dos vivos. Concluindo inicialmente que Katrina controla o Cavaleiro, Ichabod descobre que o diagrama, que ele acreditava ter invocado o Cavaleiro, é na verdade um símbolo de proteção, e adicionalmente encontra um ferimento post-mortem no corpo de "Lady Van Tassel". Esta, viva e bem, então se revela a Katrina, e explica sua verdadeira motivação: sua herança de uma família empobrecida despejada anos atrás por Van Garrett quando ele favoreceu Baltus e Katrina. Ela jurou vingança contra Van Garrett e todos que a injustiçaram, vendendo sua alma ao Diabo, caso entasse o Cavaleiro para vingá-la, e tam m para reivindicar as propriedades de Van Garrett e Van Tassel sem contestação. Manipulando seu caminho para a casa de Van Tassel, ela usou medo, chantagem e luxúria para atrair os outros anciãos para sua trama. Tendo eliminado todos os outros herdeiros e testemunhas — e tendo matado sua irmã, a velha, por ajudar Ichabod — ela invoca o Cavaleiro para acabar com Katrina. Ichabod e Masbath correm para o moinho de vento quando o Cavaleiro chega. Após uma fuga que destrói o moinho de vento e a perseguição subsequente à Árvore dos Mortos, Ichabod recupera o crânio do Cavaleiro de Lady Van Tassel e o devolve a ele, quebrando a maldição e libertando o Cavaleiro do controle de Lady Van Tassel. Com sua cabeça restaurada, o Cavaleiro poupa Katrina e sequestra Lady Van Tassel, dando-lhe um beijo sangrento e retornando ao Inferno com ela a tiracolo. Ichabod retorna a Nova York com Katrina e jovem Masbath.

## Elenco
- Johnny Depp como Ichabod Crane
- Christina Ricci como Katrina Van Tassel
- Miranda Richardson como Lady Mary Van Tassel/Irmã Crone
- Michael Gambon como Baltus Van Tassel
- Casper Van Dien como Brom Van Brunt
- Jeffrey Jones como Reverendo Steenwyck
- Richard Griffiths como Magistrado Samuel Philipse
- Ian McDiarmid como Dr. Thomas Lancaster
- Michael Gough como Tabelião James Hardenbrook
- Marc Pickering como Young Masbath, cujo pai foi vítima do Cavaleiro
- Christopher Walken e Ray Park como Mercenário/Cavaleiro Sem Cabeça
- Claire Skinner como Beth Killian, a parteira
- Steven Waddington como Killian, marido de Beth
- Christopher Lee como Burgomestre
- Alun Armstrong como Condestável
- Martin Landau como Peter Van Garrett
- Lisa Marie Smith como Lady Crane, mãe de Ichabod
- Peter Guinness como Lord Crane, pai de Ichabod

## Produção

### Desenvolvimento
Em 1993, Kevin Yagher, um designer de efeitos de maquiagem que tinha vindo a direção com Tales from the Crypt, tinha a noção de adaptação do conto de Washington Irving "The Legend of Sleepy Hollow" em um longa-metragem. Por meio de seu agente, Yagher foi apresentado a Andrew Kevin Walker; que passou alguns meses trabalhando em um tratamento de filme que transformou Ichabod Crane como um professor de Connecticut para um detetive banido de Nova Iorque. Yagher e Walker posteriormente apresentaram o projeto Sleepy Hollow para vários estúdios e empresas de produção, eventualmente, garantiram com o produtor Scott Rudin, que tinha ficado impressionado com o roteiro não produzido de Walker para Seven. Rudin opcionou o projeto para a Paramount Pictures em um acordo que tinha Yagher no conjunto de direção, com Walker no roteiro; o par iria partilhar crédito da história. Após a conclusão de Hellraiser: Bloodline, Yahger tinha planejado Sleepy Hollow como uma produção de baixo orçamento "um pretensioso filme slasher com um assassinato espetacular a cada cinco minutos ou assim". Paramount discordava sobre o conceito e rebaixou o envolvimento de Yagher ao designer de maquiagem protética. "Eles nunca realmente viram isso como um filme comercial", o produtor Adam Schroeder observou. "O estúdio pensa 'clássico literário velho' e pensam The Crucible. Começamos a desenvolvê-lo antes da volta dos filmes de terror".
O CEO da Paramount Sherry Lansing reavivou o interesse do estúdio em 1998. Schroeder, que guiou Edward Scissorhands de Tim Burton como um executivo de estúdio da 20th Century Fox, em 1990, sugeriu que Burton dirigisse o filme. Produção mínima de Francis Ford Coppola veio de American Zoetrope;  Burton só tomou conhecimento do envolvimento de Coppola durante o processo de edição, quando foi enviada uma cópia do trailer de Sleepy Hollow e viu o nome de Coppola sobre ele. Burton, saindo da produção conturbada de Superman Lives, foi contratado para dirigir em junho de 1998. "Eu realmente nunca tinha feito algo que era mais um filme de terror", explicou ele, "e é engraçado, porque esse é o tipo de filmes que eu gosto provavelmente mais do que qualquer outro gênero". Seu interesse em dirigir um filme de terror influenciado por seu amor por Hammer Film Productions e Black Sunday—particularmente a sensação sobrenatural que eles evocavam como resultado de ter sido filmado principalmente em estúdios de som. Como resultado, Sleepy Hollow é uma homenagem a vários da Hammer Film Productions, incluindo Dr. Jekyll and Sister Hyde, e outros filmes como Frankenstein, Bride of Frankenstein, vários filmes de terror de Roger Corman, Jason and the Argonauts, e Scream Blacula Scream. A imagem do Cavaleiro Sem Cabeça tinha fascinado Burton durante a sua aprendizagem como um animador da Disney no CalArts no início de 1980. "Um dos meus professores tinha trabalhado na versão da Disney como um dos artistas de layout na perseguição, e ele trouxe alguns layouts a partir dele, de modo que era emocionante. Era uma das coisas que talvez em forma que eu gosto de fazer". Burton trabalhou com Walker em regravações, mas Rudin sugeriu que Tom Stoppard reescrevesse o roteiro para adicionar aos aspectos cômicos de maneirismos trapalhões de Ichabod, e enfatizar o romance do personagem com Katrina. Seu trabalho foi creditado através do sistema de crédito de roteiristas da Writers Guild of America.
Enquanto Johnny Depp foi a primeira escolha de Burton para o papel de Ichabod Crane, Paramount exigia que ele considerasse Brad Pitt, Liam Neeson e Daniel Day-Lewis. Depp foi lançado em julho de 1998 para a sua terceira colaboração com Burton. O ator queria Ichabod em paralelo com a descrição de Irving do personagem no conto. Isto incluiu um longo nariz protético parecido com um charuto, orelhas enormes e dedos alongados. Paramount rejeitou suas sugestões, e depois Depp leu e reescreveu o roteiro de Tom Stoppard, ele se inspirou para levar ainda mais longe o personagem. "Eu sempre pensei em Ichabod como uma pessoa frágil muito delicada que foi talvez um pouco demais em contato com seu lado feminino, como uma garotinha assustada", explicou Depp. Ele não quis retratar o personagem como um típico astro de ação teria, e em vez disso se inspirou no trabalho de Angela Lansbury em Death on the Nile. "É bom", Burton fundamentou, "porque eu não sou o maior diretor de ação no mundo, e ele não é o maior astro de ação". Depp modelou a personalidade do detetive Ichabod de Basil Rathbone nas séries de filmes de Sherlock Holmes de 1939. Ele também estudou o jeito de agir de Roddy McDowall como influência adicional. Burton acrescentou que "a ideia era tentar encontrar uma elegância na ação do tipo que teve Christopher Lee ou Peter Cushing ou Vincent Price". Christina Ricci, que trabalhou com o produtor Scott Rudin em A Família Addams, foi escalada como Katrina Van Tassel. A personagem Katrina Van Tassel foi oferecida para Winona Ryder, mas a atriz recusou o papel. Sleepy Hollow também teve reunião de Burton com Jeffrey Jones (de Beetlejuice e Ed Wood) como Reverendo Steenwyck, Christopher Walken (Max Schreck em Batman Returns) como o Cavaleiro Sem Cabeça, Martin Landau (Ed Wood) em uma participação especial, e veterano da Hammer Michael Gough (Alfred nos filmes Batman de Burton),  a quem Burton tentou tirar da aposentadoria. A influência da Hammer foi confirmado pelo vazamento de Christopher Lee em uma pequena participação.

### Filmagem

Supervisionado por Heinrichs, a cidade de Sleepy Hollow foi construído em torno de um pequeno lago com patos. Com um custo estimado em $1,3 milhões, e ao longo de um período de quatro meses, 12 estruturas foram construídas, vários com interiores detalhados, bem como exteriores.

A intenção original era para rodar Sleepy Hollow predominantemente no local com um orçamento de $30 milhões. As cidades foram observado em todo interior do estado de Nova Iorque ao longo do Hudson Valley, e os cineastas decidiram em Tarrytown para um início em uma data de outubro de 1998. A organização Historic Hudson Valley assistiu em locais de aferição, que incluiu a Philipsburg Manor House e florestas em Rockefeller State Park Preserve. "Eles tinham uma qualidade maravilhosa para eles", o desenhista de produção Rick Heinrichs refletiu sobre os locais, "mas não foi muito prestando-se ao tipo de expressionismo que nós estávamos indo para, o que queríamos era expressar o sentimento de mau presságio". Decepcionado, os cineastas observado locais em Sturbridge, Massachusetts, e consideraram o uso holandês de vilas coloniais e recreações da cidade de época no Nordeste dos Estados Unidos. Quando nenhum local existente adequado poderia ser encontrado, juntamente com a falta de espaço do estúdio prontamente disponível na área de Nova Iorque necessário para abrigar grande número da produção de conjuntos, o produtor Scott Rudin sugeriu a Inglaterra.
Rudin acreditava que a Inglaterra oferecia o nível de habilidade em detalhes do período, pintura e figurino que foi adequado para o projeto do filme. Tendo dirigido Batman inteiramente na Inglaterra, Burton concordou e designers de departamento de arte de Batman foram empregados pela Paramount para Sleepy Hollow. Como resultado, a principal filmagem foi adiada a 20 de novembro de 1998 em Leavesden Film Studios, que foi recentemente desocupado por Star Wars Episode I: The Phantom Menace. A maior parte das filmagens ocorreu em Leavesden, com outro trabalho em estúdio Shepperton Studios, onde a árvore maciça foi construído usando Stage H.  Produção em seguida mudou-se para o Hambleden Estate at Lime Tree Valley para uma sessão que durou um mês em março, onde a cidade de Sleepy Hollow foi construído. "Nós viemos para a Inglaterra imaginando que iriamos encontrar uma pequena cidade perfeita", o produtor Adam Schroeder lembrou, "e então nós tivemos que construí-lo de qualquer maneira". As filmagens na Inglaterra continuou a abril, e algumas cenas de última hora foram filmadas usando um estúdio de som em Yonkers, Nova Iorque em maio seguinte. Os créditos agradecem o povo da 'Cidade de Hertsfordhire, Londres, Inglaterra' e alistar este lugar inexistente como um local.
A história é ambientada no final do século XVIII. Tim Burton afirmou que filmar Sleepy Hollow, classificada pelo diretor como "a mais antiga história de terror norte-americana", foi uma experiência "assustadoramente difícil". Ainda sobre a produção, disse que "Foi um dos filmes que mais me deram trabalho, porque tudo foi feito artesanalmente, desde os cenários até os figurinos. E havia gravações à noite, cenas com muita fumaça. Por mais que eu planejasse, tudo parecia dar errado". Tim Burton escolheu um estilo para o seu filme que ele mesmo descreve como "reminiscente dos filmes de terror das décadas de 50 e 60". Para a escolha dos protagonistas Johnny Depp e Christina Ricci, o diretor disse que escolheu Depp para o papel principal assim que leu a versão final do roteiro, "Bati o olho e pensei: "É perfeito para o Johnny". Minha única preocupação era saber como ele se sairia em cenas de ação, mas tudo correu muito bem", e Christina Ricci foi escolhida por causa de seu "olhar de conto de fadas", pois segundo ele, "Ela traz um toque de mistério em todas as cenas de que participa. Aquele olhar direto, sombrio, encaixou-se perfeitamente no clima do filme".
Em relação as pessoas que dizem que seu filme ficou mais parecido com uma comédia, Burton concorda, "Tendo a concordar com essas afirmações. Poucos filmes de terror realmente assustam. E, como eu já sabia que meu filme não ia assustar ninguém, decidi puxar mais para o lado dos filmes de monstros dos anos 60, meio caricatos". Em Sleepy Hollow, repete-se uma marca registrada de Burton - cenários escuros, um tanto depressivos - que, segundo ele, vêm desde a infância, "Eu cresci no sul da Califórnia (EUA), onde há sol o ano inteiro, não há estações bem definidas. Eu e meus amigos então adorávamos os momentos de escuridão. Desde aquela época me interesso por tudo que é meio sombrio".

### Projeto

The Tree of the Dead, desenhado por Keith Short

Responsável pelo desenho de produção foi Rick Heinrichs, que Burton pretendia usar em Superman Lives. Enquanto a equipe de produção estava sempre indo para construir um grande número de sets, a decisão foi tomada logo no início que, para cumprir melhor a visão de Burton, seria necessário fotografar Sleepy Hollow em um ambiente totalmente controlado em Leavesden Film Studios. O design de produção foi influenciado pelo amor de Burton para Hammer Film Productions e Black Sunday—particularmente a sensação sobrenatural que eles evocavam como resultado de ter sido filmado principalmente em estúdios de som. Heinrichs também foi influenciado pela arquitetura colonial americano, expressionismo alemão, ilustrações de Dr. Seuss, e de Dracula Has Risen from the Grave da Hammer. Um palco sonoro em Leavesden foi dedicada à "Floresta de Campo" set, para a cena em que as corridas do Cavaleiro decapitado fora da floresta e em um campo. Este estágio foi então transformado em, diversamente, um cemitério, um campo de milho, um campo de trigo colhido, uma igreja e um campo de batalha de neve. Além disso, uma pequena área backlot foi dedicada a uma rua e beira mar da cidade de Nova Iorque.

#### Cinematografia
Burton ficou impressionado com a cinematografia Great Expectations, e contratou Emmanuel Lubezki como diretor de fotografia de Sleepy Hollow. Inicialmente, Lubezki e Burton contemplaram a ideia de rodar o filme em preto e branco e em praça velha Academy Ratio. Quando isso se mostrou inviável, eles optaram por um quase efeito monocromático, o que facilitaria o aspecto de fantasia. Burton e Lubezki intencionalmente planejou a dependência ao longo de fumaça e iluminação suave para acompanhar a estratégia de lente única do filme objetiva grande-angular. Lubezki também utilizou terror da Hammer e filmes mexicanos da década de 1960 como Santo Contra los Zombis e Santo vs. las Mujeres Vampiro. Efeitos de iluminação aumentou a energia dinâmica de Sleepy Hollow, enquanto o suporte do contraste do filme foi aumentado em pós-produção para adicionar à sensação monocromática.
Leavesden Studios, uma fábrica de aviões convertida, apresentou problemas por causa de seus tetos relativamente baixos. Este foi um problema menor para The Phantom Menace, em que altura set foi geralmente conseguida por meios digitais. "Nossas escolhas visuais sejam canalizadas", Heinrichs elaborou, "assim você acaba com um passivo que tendem a explorar como virtudes. Quando você tem uma certa altura do teto, e você está lidando com proteções pintadas, você precisa empurrar atmosfera e difusão". Isto foi particularmente o caso em vários exteriores que foram construídos em estúdios de som. "Gostaríamos de reduzir as desvantagens escondendo luzes com teasers e fumaça".

#### Efeitos visuais
A maioria das 150 tomadas de efeitos visuais de Sleepy Hollow foram tratados pelo Industrial Light & Magic (ILM), enquanto Kevin Yagher supervisionou os efeitos humanos e criaturas. Framestore também assistida em efeitos digitais, e The Mill manipulava fotografia de controle de movimento. Em parte uma reação aos efeitos gerados por computador em Mars Attacks!, Burton optou por usar como limitar uma quantidade de efeitos digitais quanto possível. Ray Park, que serviu como o dublê do Cavaleiro Sem Cabeça, usava uma máscara azul de esqui para o efeito chroma key, digitalmente removidos pela ILM. Burton e Heinrichs aplicavam em Sleepy Hollow muitas das técnicas que haviam usado em animação stop motion em Vincent—como perspectiva forçada dos sets.
O moinho de vento era uma perspectiva forçada de 60 metros de altura exterior (visível a estrada de viajantes a quilômetros de distância), um conjunto de base e no piso superior e uma miniatura trimestre em escala. O interior da fábrica, que foi de cerca de 30 metros de altura e 25 metros de largura, destaque engrenagens de madeira, equipados com mecanismos de moagem de farinha. Uma visão mais ampla do moinho de vento foi rendido em um estúdio Leavesden definido com um moinho de vento trimestre em escala completa, com pás rotativas, pintado com um céu no cenário e efeitos especiais de fogo. "Foi assustador para os atores que estavam tendo a lenha explodir neles", relatou Heinrichs. "Havia controles no lugar e as pessoas que estão perto com mangueiras, é claro, mas há sempre a chance de algo dar errado". Para o tiro final da fábrica em chamas explodindo, o moinho de vento em escala trimestre e cenário pintado foram erguidas contra a parede exterior do "galpão de voo", um hangar espaçoso no lado mais distante da Leavesden Studios. Paredes interiores do hangar foram derrubadas para criar uma corrida de 450 metros, com uma largura de 40 pés ainda permitindo treinador e câmeras. Heinrichs adaptou os conjuntos para então o cinegrafista Emmanuel Lubezki poderia gravar de cima sem ver o final da etapa.
Ator Ian McDiarmid, que interpretou o Dr. Lancaster, tinha acabado de fazer outra produção da Leavesden com Star Wars Episode I: The Phantom Menace. Ele comparou a estética dos dois filmes, afirmando que conjuntos físicos ajudaram os atores em um quadro natural da mente. "Tendo chegado a partir do mundo da tela azul de Star Wars foi maravilhoso ver gigantes, muito bem feito conjuntos de perspectiva e roupas maravilhosas, e também pessoas recriando um mundo. É como a forma como os filmes costumavam ser feitos".

## Trilha sonora
A trilha sonora do filme ganhou o prêmio Golden Satellite 2000 de melhor trilha original. Foi escrita e produzida por Danny Elfman, orquestrada por Conrad Pope, David Slonaker e Albert Olson e regida por Allan Wilson.
Abaixo a lista de faixas da trilha sonora, lançada no Brasil pela Roadrunner Records:
| N.º | Título                     | Duração |  |
| 1.  | "Introduction"             |         |  |
| 2.  | "Main Titles"              |         |  |
| 3.  | "Young Ichabod"            |         |  |
| 4.  | "The Story..."             |         |  |
| 5.  | "Masbath's Terrible Death" |         |  |
| 6.  | "Sweet Dreams"             |         |  |
| 7.  | "A Gift"                   |         |  |
| 8.  | "Into the Woods/The Witch" |         |  |
| 9.  | "More Dreams"              |         |  |
| 10. | "The Tree of Death"        |         |  |
| 11. | "Bad Dream/Tender Moment"  |         |  |
| 12. | "Evil Eye"                 |         |  |
| 13. | "The Church Battle"        |         |  |
| 14. | "Love Lost"                |         |  |
| 15. | "The Windmill"             |         |  |
| 16. | "The Chase"                |         |  |
| 17. | "The Final Confrontation"  |         |  |
| 18. | "A New Day!"               |         |  |
| 19. | "End Credits"              |         |  |

## Lançamento
Sleepy Hollow foi lançado nos Estados Unidos em 19 de novembro de 1999, em 3,069 cinemas, arrecadando $30,060,467 em sua semana de estreia na posição #2 atrás de The World Is Not Enough. Sleepy Hollow finalmente ganhou $101,071,502 na arrecadação doméstica, e $105 milhões em vendas externas, chegando a um total mundial de $206,071,502. David Walsh do National Institute on Media and the Family criticou o sucesso financeiro do filme do exagero de sangue. "O impacto real não é tanto que imagens violentas criar um comportamento violento", Walsh explicou, "mas que criam uma atmosfera de desrespeito". Burton dirigiu as preocupações como uma questão de opinião. "Todo mundo tem uma percepção diferente das coisas. Quando eu era criança". Burton continuou: "Eu provavelmente estava mais assustado ao ver John Wayne ou Barbra Streisand na tela grande do que vendo a violência". A United International Pictures lamentou a classificação "maiores de 18" dada ao filme. Depois de recorrer, sem sucesso, da faixa indicada, a distribuidora externou sua insatisfação em anúncios pagos, "Este filme é diversão garantida para toda a família. Infelizmente foi censurado para menores de 18 anos", afirmou Jorge Peregrino, vice-presidente da UIP para a América Latina e presidente de sindicato de distribuidores cinematográficos estrangeiros. Em seu site na Internet, a UIP passou a acolher reclamações sobre a "censura", recolhendo mais de 450 comentários, muitos dos quais com palavras de baixo calão. Nos EUA, a violência estilizada do filme de Burton recebeu da associação de produtores a letra "R" (menores de 17 requerem acompanhamento de pai ou responsável), quarto grau de restrição entre cinco possíveis, por causa de "sangue, violência e horror gráficos".
Paramount Home Video lançou Sleepy Hollow em DVD nos Estados Unidos em 23 de maio de 2000. O HD DVD foi lançado em julho de 2006, enquanto que o filme foi lançado em Blu-ray Disc, dois anos depois, em junho de 2008.

### Recepção
Baseado em 124 comentários recolhidos pelo Rotten Tomatoes, 67% dos críticos chegaram ao consenso de que "Sleepy Hollow encanta com seus visuais deslumbrantes e uma atmosfera assustadora". O filme foi apreciado com uma pontuação média de 6,3/10. A título de comparação, Metacritic calculou uma pontuação média de 65/100, com base em 35 comentários intercalados. Roger Ebert elogiou o desempenho de Johnny Depp e métodos de design visual de Tim Burton. "Johnny Depp é um ator capaz de desaparecer em personagens", Ebert continuou, "nunca mais facilmente do que em um dos filmes de Burton". Em uma revisão positiva para a revista Time, Richard Corliss chamou Sleepy Hollow "mais rico, mais bonito, mais estranho [filme] de Burton desde Batman Returns. A história simples se inclina para suas reviravoltas, libertando-o para um exercício de alto estilo". Atualmente, detém uma pontuação média de 7.5/10 no IMDb.
David Sterritt do The Christian Science Monitor elogiou o cinema de Burton e a atuação alto astral do elenco, mas acredita que a escrita de Andrew Kevin Walker era muito repetitivo e estereotipado para o terceiro ato. "Você entra em um filme de Tim Burton querendo ser transportado, mas Sleepy Hollow é pouco mais do que um filme slasher direção de arte de luxo". Owen Gleiberman do Entertainment Weekly comparou o filme com A Múmia, e disse que "parece que a cada clímax a ação de alta potência dos últimos 10 anos. Pessoalmente, eu prefiro ver Burton tão intoxicado por um filme que ele perdeu a cabeça".
Andrew Johnston do Time Out New York escreveu: "como o melhor dos filmes de Burton, Sleepy Hollow tem lugar em um mundo tão ricamente imaginado que, apesar de seus terrores abundantes, você não pode deixar de querer percorrer a tela".
Jonathan Rosenbaum do Chicago Reader chamou Sleepy Hollow de "uma experiência visual deslumbrante, um bom veículo para alguns atores talentosos americanos e ingleses," mas concluiu que o filme foi uma oportunidade perdida para descrever uma representação real do conto. "Fidelidade de Burton é exclusivamente para o sentimento do período que ele recebe dos filmes de terror de má reputação da Hammer e algumas imagens retiradas de Ichabod e Sr. Sapo. Quando se trata de uma das grandes histórias da América, Burton, obviamente, não poderia me importar menos". Mick LaSalle, writing in the San Francisco Chronicle, escrevendo no San Francisco Chronicle, criticou imagem percebida de Burton como um artista criativo. "Tudo em Sleepy Hollow tem indo para ele é a direção de arte, e até mesmo na medida em que recai sobre clichê".
Sleepy Hollow também foi candidato ao Oscar de melhores efeitos visuais, mas não chegou entre os finalistas.
O filme também teve o reconhecimento do American Film Institute, que o incluiu na lista dos 100 melhores vilões

### Recepção no Brasil
Inácio Araujo da Folha de S.Paulo observou o filme de Tim Burton ao cinema de John Ford, "Ela é evidente não apenas nessa frase, como na descrição da sociedade americana e, mais ainda, na perseguição final, calcada em "No Tempo das Diligências". Não há melhor tradição no cinema americano do que a de Ford, e "No Tempo das Diligências" é exemplar a esse respeito. Ford não deposita o mal nem na prostituta, nem no pistoleiro, nem no médico bêbado, nem no homem fraco. O mal está no excesso de virtude (a ideia vem, em parte, de Griffith, o pai de todos), na hipocrisia dos puritanos. O crítico também cita a referência de Burton na cena da família atacada pelo Cavaleiro com uma cena similar do filme de faroeste de Raoul Walsh Pursued.

#### Ocorrência
Em fevereiro de 2000, durante a exibição do filme no Brasil, a atriz Alessandra Negrini foi autuada pela 1ª Vara da Infância e da Adolescência no Rio de Janeiro por ter levado seu filho de 3 anos ao filme, que no país era inadequado para menores de 18 anos. O juiz da Vara ficou sabendo disto por uma nota em um jornal e também autuou o cinema Leblon 1, a qual o gerente afirmou que nenhum funcionário teria visto Alessandra no cinema.

## Prêmios e indicações
| Oscar 2000 | Melhor direção de arte   | Rick Heinrichs                                           | Venceu   |
| Oscar 2000 | Melhor fotografia        | Emmanuel Lubezki                                         | Indicado |
| Oscar 2000 | melhor figurino          | Colleen Atwood                                           | Indicado |
| BAFTA 2000 | Melhor figurino          | Colleen Atwood                                           | Venceu   |
| BAFTA 2000 | Melhor direção de arte   | Rick Heinrichs                                           | Venceu   |
| BAFTA 2000 | Melhores efeitos visuais | Jimmy Mitchell, Kevin Yagher, Joss Williams, Paddy Eason | Indicado |